# Jed Schlanger
Jed Schlanger ist ein US-amerikanischer Filmproduzent.

## Karriere
Schlanger schloss sein Studium an der Bradley University, an der er von 1992 bis 1996 studierte, mit einem Bachelor of Arts in Theater ab. Bei Die Croods (2013) war er als Projektleiter tätig. Bei The Boss Baby (2017) arbeitete er als Associate Producer, bei Drachenzähmen leicht gemacht 3: Die geheime Welt (2019) als Co-Produzent und bei Das Seeungeheuer (2022) als Producer mit. Seine Frau Nickella Moschetti Schlanger machte ihn auf die Oscar-Nominierung von Das Seeungeheuer als Bester animierter Spielfilm aufmerksam.